# Baryagodjo
Baryagodjo  (ou Baria Godjo, Baria Godio) est une localité du Cameroun située dans la commune de Kai-Kai, le département du Mayo-Danay et la Région de l'Extrême-Nord, à proximité de la frontière avec le Tchad.

## Population
En 1967 la localité comptait 706 habitants, principalement Mousgoum.
Lors du recensement de 2005, on y a dénombré 1 046 personnes.